# Université de Notre-Dame d'Australie
Pour les articles homonymes, voir Université Notre-Dame.

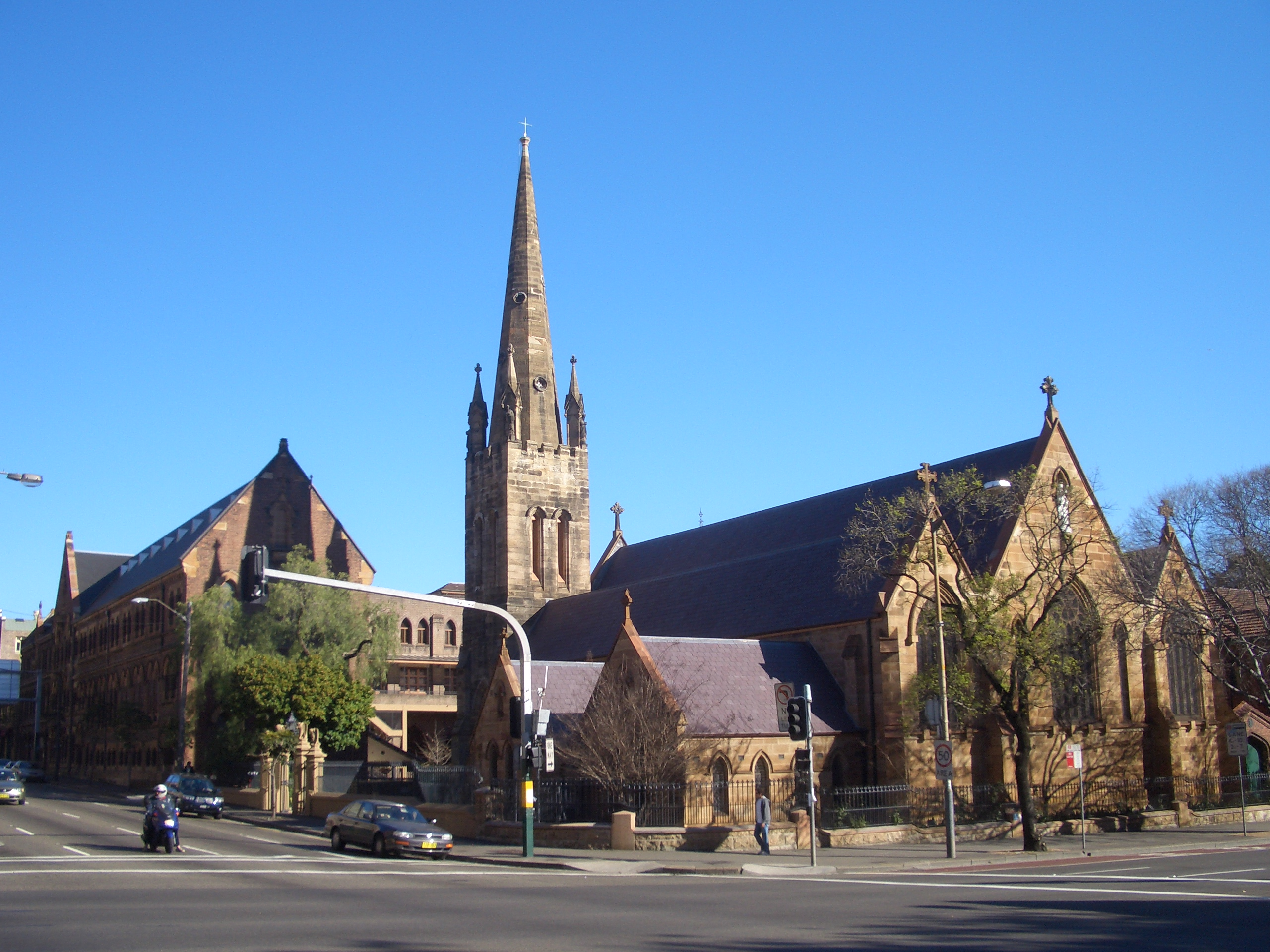
Université de Notre-Dame à Sydney.

L’université de Notre-Dame d'Australie (en anglais : University of Notre Dame Australia ou UNDA) est une université catholique fondée en 1989 dans la ville de Fremantle en Australie-Occidentale (WA). Bien qu'elle ait de « solides liens de collégialité » avec l'université américaine de Notre-Dame situé à South Bend dans l'Indiana, ce sont des institutions distinctes. Un grand nombre d'étudiants de Notre-Dame viennent faire une partie de leurs études à l'étranger sur le campus de Fremantle. 

## Histoire
L'université a des campus à Fremantle, Broome et Sydney, en Nouvelle-Galles du Sud (NSW). 
Les campus de Fremantle et de Broome forment la plus petite université d'Australie-Occidentale, avec un peu plus de 7 000 étudiants inscrits. Toutefois, en ce qui concerne le taux de croissance, c'est l'un des plus rapides d'Australie avec une augmentation du nombre d'étudiants de plus de 13 % en 2008 par rapport à 2007.  
En 2006, Notre-Dame d'Australie a ouvert son premier campus à Sydney, dans la banlieue de Chippendale près du centre-ville. Le petit campus occupe une partie du complexe de l'église Saint-Benoît, avec laquelle elle a des liens étroits. Il y a plus de 2 200 étudiants inscrits en lettres, affaires, droit et santé. En 2008, les étudiants ont commencé leurs études à la faculté de médecine nouvellement construite sur le campus de Darlinghurst. Les hôpitaux universitaires pour le campus de Darlinghurst comprennent notamment l'hôpital Saint-Vincent, qui est situé juste de l'autre côté de la route. 
Conformément aux priorités du gouvernement fédéral pour l'enseignement supérieur, en 2009, Notre-Dame d'Australie a signé un accord intérimaire pour définir sa mission décrivant ses objectifs ainsi que sa vision d'un rôle unique dans l'enseignement supérieur australien.

## Facultés
L'université a huit facultés réparties en deux groupes situés en :
- College of Arts and Sciences (WA and NSW)
- College of Business (WA et NSW)
- College of Education (WA et NSW)
- College of Health Sciences (WA)
- College of Law (WA et NSW)
- College of Medicine (WA et NSW)
- College of Nursing (WA et NSW)
- College of Philosophy and Theology (WA et NSW)